# 양도현
양도현(본명 : 양명헌, 1977년 7월 11일 ~ )은 대한민국의 배우이자 모델이다.

## 학력
- 단국대학교 수학과

## 출연작

### 영화
- 《익스트림 페스티벌》 (2023년) - 비서실장 역
- 《미드나이트》 (2021년) - 경찰 7 역
- 《특종 기자》 (2020년)
- 《검객》 (2020년) - 포도부장 역
- 《인랑》 (2018년) - 엄철형 역
- 《아웃도어 비긴즈》 (2018년) - 존슨 역
- 《퍼즐》 (2018년) - 제임스 안 역
- 《보통사람》 (2017년) - 양복사내 역
- 《밀정》 (2016년) - 변호사포시진치 역
- 《나는 쓰레기다》 (2016년) - 상태 역
- 《멜리스》 (2016년) - 송우진 역
- 《잡아야 산다》 (2016년) - 최 형사 역
- 《타투》 (2015년) - 지구대경찰 역
- 《삐뚤빼뚤》 (2014년)
- 《타짜: 신의 손》 (2014년) - 과거 재벌남 역
- 《더 엑스》 (2013년) - 보스수하 1 역
- 《변호인》 (2013년) - 신 검사 역
- 《창수》 (2013년) - 골프해설 (목소리) 역
- 《톱스타》 (2013년) - 홍 변호사 역
- 《스파이》 (2013년) - 인천항 검시관 역
- 《감기》 (2013년) - 경계선대위 역
- 《나는 왕이로소이다》 (2012년) - 황희 무관 역
- 《미들에이지 맨》 (2011년)
- 《운수, 좋은 날》 (2010년)
- 《낯선...》 (2010년)
- 《구르믈 버서난 달처럼》 (2010년) - 견자형 1 역
- 《좋은 놈, 나쁜 놈, 이상한 놈》 (2008년) - 창이파 역

### 드라마
- 《무정도시》 (JTBC, 2013년) - 스나이퍼 킬러 역
- 《자명고》 (SBS, 2008년)
- 《하자전담반 제로》 (MBC 드라마넷, 2009년) - 신봉구 의사 역
- 《내 생애 마지막 스캔들》 (MBC, 2008년)
- 《별을 쏘다》 (SBS, 2002년)
- 《유리구두》 (SBS, 2002년)

### 연극
- 《두 남자 이야기》 (2010년)
- 《열흘나기》 (2009년)

### 뮤지컬
- 《결혼》 (2006년) - 남자 역